# Пемфлинг
Пемфлинг (њем. Pemfling) општина је у њемачкој савезној држави Баварска. Једно је од 38 општинских средишта округа Кам. Према процјени из 2010. у општини је живјело 2.243 становника. Посједује регионалну шифру (AGS) 9372146.

## Географски и демографски подаци
Пемфлинг се налази у савезној држави Баварска у округу Кам. Општина се налази на надморској висини од 431 метра. Површина општине износи 44,5 km². У самом мјесту је, према процјени из 2010. године, живјело 2.243 становника. Просјечна густина становништва износи 50 становника/km².